# Mondo europeo
Mondo europeo (sottotitolo rivista quindicinale di civiltà europea) è stata una rivista fondata a Roma nel 1945 da Antonio Milo di Villagrazia. Assorbì nel 1947 Il Mondo di Alessandro Bonsanti, che ne divenne direttore, coadiuvato, oltre che dal fondatore, da Arturo Loria ed Eugenio Montale (già redattori della rivista assorbita). Legata al Movimento Federalista Europeo, ebbe tra i suoi collaboratori Walter Binni, Massimo Mila, Carlo Morandi.